# Бутан Обсервер
«Бутан Обсервер» (англ. Bhutan Observer) — перша приватна газета в Бутані, яка видається двома мовами. Перший номер газети вийшов 2 червня 2006 року.
«Бутан Обсервер» була першою приватною газетою, що видавалася англійською мовою і дзонг-ке. Видання газети було частиною політики 4-го короля Бутану Джігме Сінг'є Вангчука для забезпечення плавного переходу країни до парламентської демократії. «Бутан Обсервер» прагне до підвищення активності громадян Бутану в демократичних процесах у королівстві, а також бере участь у захисті свободи слова і преси.
У «Бутан Обсервер» працюють понад 60 співробітників, серед них журналісти, редактори, адміністратори. «Бутан Обсервер» невпинно виконує свою місію, незалежно висвітлюючи події, що впливають на життя бутанців, і мають важливе значення для розвитку і соціального благополуччя королівства.